# حمام ابوالمعالی
حمام ابوالمعالی مربوط به دوره قاجار است و در یزد، محله فهادان و داخل برج وباروی شهر واقع شده و این اثر در تاریخ ۴ تیر ۱۳۷۷ با شمارهٔ ثبت ۲۰۴۷ به‌عنوان یکی از آثار ملی ایران به ثبت رسیده است.